# Sawa, Hama
Sawa, Hama (tiếng Ả Rập: صاوا) là một ngôi làng Syria nằm ở phó huyện của huyện Hama ở tỉnh Hama. Theo Cục Thống kê Trung ương Syria (CBS), Sawa có dân số 546 người trong cuộc điều tra dân số năm 2004.